# Science Museum
Das Science Museum (deutsch Wissenschaftsmuseum) ist ein Museum in London, Stadtteil South Kensington, Cromwell Road, bei dem die Darstellung der Entwicklung von Forschung und Technik im Mittelpunkt steht. Es ist Teil des Nationalen Museums für Wissenschaft und Industrie (National Museum of Science and Industry).
Das Museum ist eine Londoner Touristenattraktion, der Eintritt ist frei.

## Geschichte
1857 erfolgte die Gründung als South Kensington Museum. Es gehörte damals noch zum gegenüberliegenden Victoria and Albert Museum, wurde 1909 jedoch von diesem unabhängig gemacht und zog 1913 in das Gebäude von Richard Allison ein. Prinz Albert und Sir Henry Cole bauten mit finanziellen Mitteln aus der Great Exhibition die Sammlung auf. 1909 wurden die Museen geteilt. Das Museum ist heute Teil des vormaligen National Museum of Science and Industry, welches zum 1. April 2012 in Science Museum Group umbenannt wurde. Zu diesem Museumsverbund gehören unter anderem auch das Science and Industry Museum in Manchester sowie das National Railway Museum in York.
2019 wurde das Science Museum von 3,30 Millionen Personen besucht. Mit der Wiedereröffnung im August 2020 hat das Museum seine durch die COVID-19-Pandemie bedingte längste Schließung seit dem Zweiten Weltkrieg beendet. 2024 betrug die Besucherzahl etwa 2,83 Millionen Personen.

## Ausstellungen

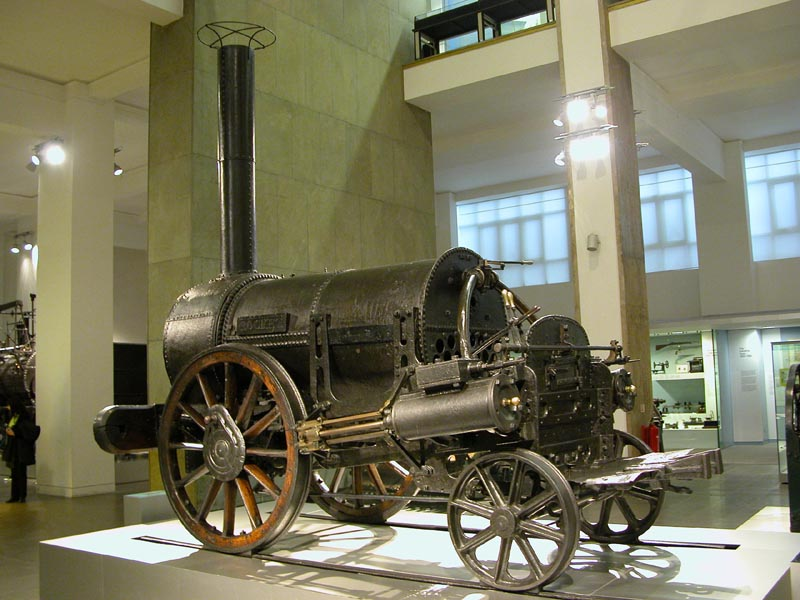
Lokomotive „The Rocket“ von George und Robert Stephenson

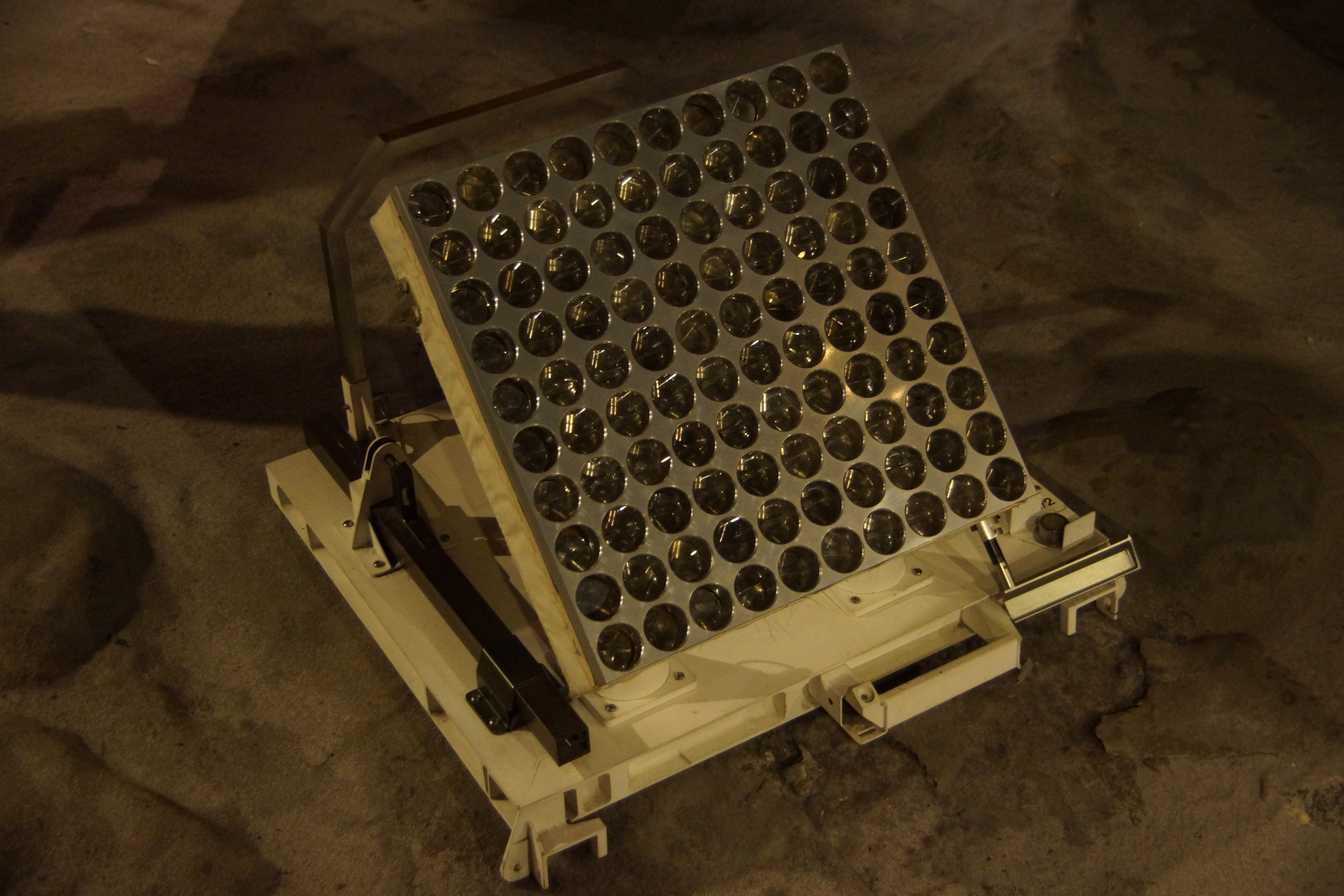
Replik des Lunar Laser Ranging-Reflektors der Apollo-11-Mission

Das Museum besteht aus fünf Ebenen, in denen verschiedene Galerien in den Bereichen Astronomie, Meteorologie, Biochemie, Elektronik, Navigation, Luftfahrt und Fotografie präsentiert werden. Bemerkenswerte Ausstellungsstücke sind ein Teleskop von Galileo Galilei und ein Mikroskop von George Adams, die älteste erhaltene Dampflokomotive der Welt, „Puffing Billy“, dem Original der frühen Dampflokomotive „The Rocket“, das weltweit erste Telefon von Alexander Graham Bell, ein altes Automobil von Rolls-Royce und einer Replik des Lunar Laser Ranging-Reflektors der Apollo-11-Mission, einem der heute noch funktionierenden Reflektoren mit Tripelprismen aus bei Heraeus u. a. von Heinrich Mohn entwickeltem Quarzglas auf dem Mond, mit dem dessen Entfernung von der Erde bis auf wenige Zentimeter genau bestimmt werden kann.
1980 wurde das „Wellcome Museum“ (Museum of the History of Medicine) basierend auf der Sammlung von Henry Wellcome im Science Museum untergebracht. Der Wellcome Wing des Science Museum dokumentiert modernste Wissenschaft, Industrie, Medizin und Technologie auf anschauliche Weise.
Auf der fünften Ebene befindet sich eine Reihe von Dioramen, welche die verschiedenen medizinischen Behandlungsmethoden der unterschiedlichsten Epochen vom alten Ägypten bis heute sehr anschaulich zeigen („Glimpses of Medical History“).
Die Geschichte der Medizin ist das Thema der sechsten. Dort ist „The Science and Art of Medicine“ untergebracht, hier finden sich die verschiedensten Behandlungsweisen nach Zeitepochen gegliedert.
Dem Museum angeschlossen ist ein 3D-IMAX-Kino.

## Science Museum at Wroughton
Wie bei wohl allen technischen Museen kann auch im Science Museum nur ein Bruchteil (hier weniger als 10 %) der Sammlung gezeigt werden, der Großteil ist eingelagert. Insbesondere für großvolumige Ausstellungsstücke fehlt der Platz im Londoner Archiv Blythe House. In den 1970er Jahren wurde daher damit begonnen, zunächst die Flugzeuge auf den ehemaligen RAF-Flugplatz aus dem Zweiten Weltkrieg in Wroughton bei Swindon (Wiltshire) zu überführen. Mittlerweile sind über 18.000 großvolumige Sammlungsstücke in sieben ehemaligen Hangars eingelagert. Derzeit ist die Sammlung nur für Gruppen nach vorheriger Anmeldung zugänglich. (Koordinaten des Eingangs: 51° 30′ 38″ N, 1° 48′ 43″ W)